# Парламентские выборы в Науру (1971)
Парламентские выборы в Науру прошли 23 января 1971 года. В стране не было политических партий, все кандидаты были независимыми. После выборов Хаммер Деробурт был переизбран президентом членами парламента.

## Результаты
| Партия                             | Голоса | %   | Места |
| ---------------------------------- | ------ | --- | ----- |
| Независимые                        |        | 100 | 18    |
| Недействительных/пустых бюллетеней |        | –   | –     |
| Всего                              | 880    | 100 | 18    |
| Источник: Nohlen et al.            |        |     |       |